# Moselle Open 2021
Moselle Open 2021 byl tenisový turnaj pořádaný jako součást mužského okruhu ATP Tour, který se hrál na krytých dvorcích s tvrdým povrchem v Arènes de Metz. Probíhal mezi 20. až 26. zářím 2021 ve francouzských Metách jako osmnáctý ročník turnaje. V sezóně 2020 se neuskutečnil pro pandemii covidu-19.
Turnaj s rozpočtem 481 270 eur patřil do kategorie ATP Tour 250. Nejvýše nasazeným hráčem ve dvouhře se stal třináctý tenista světa Hubert Hurkacz. Jako poslední přímý účastník do hlavní singlové soutěže nastoupil 82. hráč žebříčku, Francouz Richard Gasquet.
Čtvrtý singlový titul na okruhu ATP Tour a první mimo Spojené státy vybojoval Polák Hubert Hurkacz. Na turnaji získal první kariérní „double“, když s krajanem Janem Zielińským ovládl i čtyřhru. Oba odehráli první společný debl.

## Rozdělení bodů a finančních odměn

### Rozdělení bodů
| Soutěž  | vítězové | finalisté | semifinalisté | čtvrtfinalisté | 16 v kole | 32 v kole | Q  | Q2 | Q1 |
| ------- | -------- | --------- | ------------- | -------------- | --------- | --------- | -- | -- | -- |
| dvouhra | 250      | 150       | 90            | 45             | 20        | 0         | 12 | 6  | 0  |
| čtyřhra | 250      | 150       | 90            | 45             | 0         | —         | —  | —  | —  |

### Finanční odměny
| Soutěž                              | vítězové | finalisté | semifinalisté | čtvrtfinalisté | 16 v kole | 32 v kole | Q2      | Q1      |
| ----------------------------------- | -------- | --------- | ------------- | -------------- | --------- | --------- | ------- | ------- |
| dvouhra                             | 41 145 € | 29 500 €  | 14 000 €      | 9 000 €        | 5 415 €   | 5 285 €   | 2 645 € | 1 375 € |
| čtyřhra                             | 15 360 € | 11 000 €  | 7 250 €       | 4 710 €        | 2 760 €   | —         | —       | —       |
| částka ve čtyřhře je uvedena na pár |          |           |               |                |           |           |         |         |

## Mužská dvouhra

### Nasazení
| Stát                         | Hráč                | ATP | Nasazení |
| ---------------------------- | ------------------- | --- | -------- |
| Polsko                       | Hubert Hurkacz      | 13. | 1.       |
| Španělsko                    | Pablo Carreño Busta | 16. | 2.       |
| Francie                      | Gaël Monfils        | 20. | 3.       |
| Austrálie                    | Alex de Minaur      | 21. | 4.       |
| Itálie                       | Lorenzo Sonego      | 24. | 5.       |
| Francie                      | Ugo Humbert         | 26. | 6.       |
| Rusko                        | Karen Chačanov      | 27. | 7.       |
| Gruzie                       | Nikoloz Basilašvili | 35. | 8.       |
| Žebříček ATP k 13. září 2021 |                     |     |          |

### Jiné formy účasti
Následující hráči obdrželi divokou kartu do hlavní soutěže:
- Grégoire Barrère
- Andy Murray
- Lucas Pouille

Následující hráč nastoupil pod žebříčkovou ochranou:
- Gilles Simon

Následující hráč nastoupil z pozice náhradníka:
- Mikael Ymer

Následující hráči postoupili z kvalifikace:
- Peter Gojowczyk
- Alexandre Müller
- Holger Rune
- Brayden Schnur

Následující hráči postoupili z kvalifikace jako šťastní poražení:
- Antoine Hoang
- Philipp Kohlschreiber
- Bernabé Zapata Miralles

### Odhlášení
před zahájením turnaj
- Carlos Alcaraz → nahradil jej  Marco Cecchinato
- Jérémy Chardy → nahradil jej  Mikael Ymer
- David Goffin → nahradil jej  Arthur Rinderknech
- Jošihito Nišioka → nahradil jej  Antoine Hoang
- Alexei Popyrin → nahradil jej  Bernabé Zapata Miralles
- Jannik Sinner → nahradil jej  Philipp Kohlschreiber

## Mužská čtyřhra

### Nasazení
| Stát                                                                    | Hráč           | Stát      | Hráč               | ATP | Nasazení |
| ----------------------------------------------------------------------- | -------------- | --------- | ------------------ | --- | -------- |
| Finsko                                                                  | Henri Kontinen | Japonsko  | Ben McLachlan      | 81. | 1.       |
| Bosna a Hercegovina                                                     | Tomislav Brkić | Srbsko    | Nikola Ćaćić       | 92. | 2.       |
| Rakousko                                                                | Oliver Marach  | Rakousko  | Philipp Oswald     | 95. | 3.       |
| Austrálie                                                               | Luke Saville   | Austrálie | John-Patrick Smith | 97. | 4.       |
| Žebříček ATP k 13. září 2021; číslo je součtem umístění obou členů páru |                |           |                    |     |          |

### Jiné formy účasti
Následující páry obdržely divokou kartu do hlavní soutěže:
- Dan Added /  Ugo Humbert
- Grégoire Barrère /  Lucas Pouille

Následující pár nastoupil z pozice náhradníka:
- Hunter Reese /  Sem Verbeek

### Odhlášení
před zahájením turnaj
- Jérémy Chardy /  Łukasz Kubot → nahradili je  Szymon Walków /  Igor Zelenay
- Ariel Behar /  Gonzalo Escobar → nahradili je  Marcos Giron /  Albano Olivetti
- Alejandro Davidovich Fokina /  Pedro Martínez → nahradili je  Hunter Reese /  Sem Verbeek
- Sander Gillé /  Joran Vliegen → nahradili je  Ivan Sabanov /  Matej Sabanov
- Ken Skupski /  Neal Skupski → nahradili je  Matt Reid /  Ken Skupski

## Přehled finále

### Mužská dvouhra
- Hubert Hurkacz vs.  Pablo Carreño Busta, 7–6(7–2), 6–3

### Mužská čtyřhra
- Hubert Hurkacz /  Jan Zieliński vs.  Hugo Nys /  Arthur Rinderknech, 7–5, 6–3